# Bandera de Posadas
La bandera de la Ciudad de Posadas (capital de la provincia argentina de Misiones) es el pabellón que representa a esta localidad, y ―junto con el escudo― tiene la categoría de símbolo municipal.
Está conformada por los colores rojo, azul y amarillo.
Se implementó a través de una votación establecida por la Ordenanza n.º 3071/12 del Concejo Deliberante de la ciudad. Luego de atravesar varias fases de preselección, el día 13 de noviembre de 2014 se hizo pública la propuesta ganadora.
Fue izada oficialmente por primera vez el día 28 de julio de 2015 en un acto oficial en la Plazoleta del Mástil, en la intersección de las avenidas Uruguay y Mitre (en Posadas).

## Historia

### Primeras iniciativas
En la década de 1990 surgieron las primeras iniciativas para crear una bandera para la ciudad de Posadas con un proyecto del concejal Enrique de Arrechea. En 2010 la idea se retomó a través de los concejales Ana María Irrazábal y Ricardo Skanata, siendo aprobado por el Concejo Deliberante pero vetado por el intendente.

### Concurso público

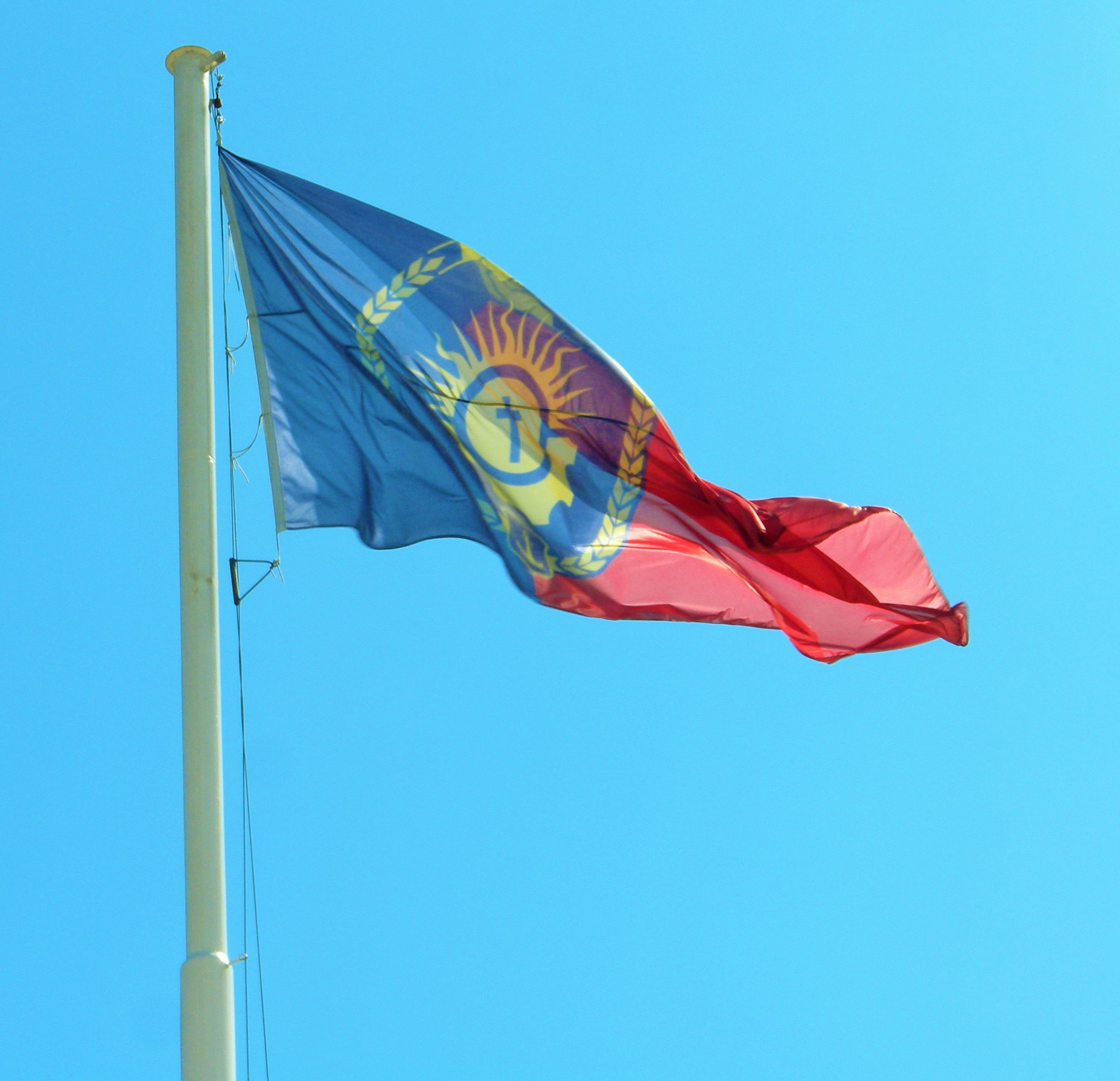
La Bandera de Posadas, en el Mástil de la Avenida Uruguay.

El denominado «Concurso Público para la creación de la bandera oficial de la ciudad de Posadas» fue instituido a través de la ordenanza Nº 3071 del 16 de agosto de 2012 del Honorable Concejo Deliberante del municipio, incluida al Boletín Oficial Municipal, n.º 542/12, como proyecto del concejal Cristian Humada y pretendiendo dar cumplimiento al artículo 5 y al apartado séptimo de las disposiciones transitorias de la Carta orgánica local.

El escudo y la bandera de la ciudad de Posadas son sus únicos símbolos, siendo su uso exclusivo y obligatorio por el Gobierno municipal, en los términos que determine la reglamentación.
Artículo 5 de la Carta orgánica de la ciudad de Posadas

A los efectos de la aplicación del artículo 5, el Departamento Deliberativo, y en un término no mayor de doce (12) meses de sancionada la presente, adoptará como símbolo oficial la bandera de la ciudad de Posadas, previa convocatoria para su diseño a un concurso público sujeto a las bases y requisitos que fije la reglamentación. El diseño seleccionado será aprobado y su uso reglamentado por el Departamento
Deliberativo para su jura y puesta en vigencia.
Séptimo apartado, disposiciones transitorias, Carta orgánica de la ciudad de Posadas

### Votación popular
El concurso público se llevó a cabo en noviembre de 2014 mediante diversos métodos. Entre ellos, elecciones a mano alzada en 37 escuelas, urnas para votación tradicional y 30 puntos de votación electrónica. Participaron 19 258 votantes, de los cuales el primer puesto lo obtuvo el diseño de Gemma Rotela con 9581 votos. El segundo puesto fue para Jorge Honeker con 6500 votos, y el tercero para Tomás Bacchi, con 3001 votos.

## Significado
Gemma Mariana Rotela fue la autora del diseño ganador, con el 49% de los votos. Este es el significado de la bandera:
El color rojo representa el color de la tierra de la provincia, mientras que el azul hace referencia al río Paraná. La bandera se divide en forma vertical en casi dos tercios. Allí se encuentra un logo en color oro encerrado por un círculo de hojas de laurel, que representanda a la naturaleza y la producción agrícola de la ciudad.
En el punto superior se encuentran dos manos cerradas, representando la unión y el encuentro de dos culturas (indígena guaraní y las misiones jesuíticas). En el punto inferior se encuentra un escudo con un ancla haciendo referencia al puerto de la ciudad. En el centro del círculo encuentra, en su parte superior, un medio sol jesuita y, en su parte inferior, un engranaje. Dentro del Sol se encuentra una cruz católica que hace referencia a las misiones jesuíticas guaraníes.

## Controversia por el símbolo de la cruz
Es habitual que ante la adopción de un nuevo símbolo haya controversias por la no representatividad del total de la población, y esta bandera no fue la excepción. Apenas se dio a conocer el resultado de la enseña elegida por los votantes, un grupo de ciudadanos que en su mayoría no sigue la religión católica se sintió incómodo por la inclusión del símbolo católico de la cruz latina.
Por tal motivo inmediatamente se difundió en las redes sociales un petitorio del sitio web Change.org, en la cual exigían declarar inconstitucional la propuesta elegida:

De los 200 000 habitantes que somos en la ciudad, solo 19 000 votaron. De estos 19 000, el 49 % votó por este motivo. Esto representa solo un 4,6 % de la población total, así la bandera ganadora fue elegida tan solo por el 4,6 % de los habitantes. Además la votación se llevó a cabo sobre todo en escuelas de la ciudad, donde la mayoría pertenecen a la gestión privada de la Iglesia católica.
[...].

El estado provincial no puede presentar símbolos que demuestren una preferencia por ningún culto. Esta bandera es inconstitucional y no debemos permitir que sea símbolo de una ciudad perteneciente a un estado que defiende la libertad de culto.

Asimismo, el historiador Pablo Camogli tildó a la nueva bandera de «discriminatoria» al no representar a una porción de la población.
Tanto el concejal impulsor de la ordenanza como los ganadores defendieron la propuesta indicando que en este caso la cruz no tiene un significado religioso sino histórico, ya que la primera fundación de la ciudad fue la reducción jesuítica guaraní de Nuestra Señora de la Anunciación de Itapúa, fundada el 25 de marzo de 1615 por san Roque González, y que el símbolo meramente alude a ese hecho, la invasión pacífica del mundo guaraní por parte de los jesuitas.

## Parecido con la bandera de Portugal
El diseño de la bandera de Posadas es parecido al de la bandera de Portugal, aunque tienen colores, escudo y simbología diferentes.
Comparación:

Bandera de Portugal
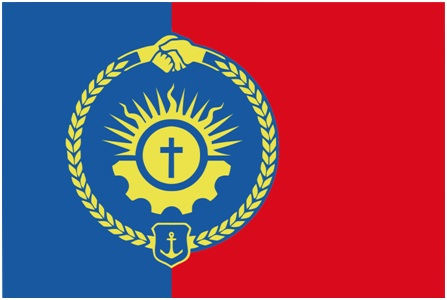
Bandera de Posadas